# Od petka do petka (1985.)
Od petka do petka, hrvatski dugometražni film iz 1985. godine.